# Same Love
Same Love is een nummer en single van Macklemore, Ryan Lewis en Mary Lambert. Het is de vierde single van het album The Heist. Het nummer bereikte de 11e plaats in de Amerikaanse Billboard Hot 100 en de eerste plaats in Nieuw-Zeeland en Australië.
Het nummer gaat over het legaliseren van het homohuwelijk en het bestrijden van homofobie. Het werd opgenomen tijdens de campagne in de staat Washington, waar het homohuwelijk uiteindelijk in december 2012 werd toegelaten. De raps van Macklemore worden afgewisseld met een emotioneel gezongen ballade van Mary Lambert aan haar vriendin.
De hoesomslag van de single toont een foto van Macklemores oom, John Haggerty, en zijn partner Sean.
Eind 2020 brachten de artiesten Diggy Dex en Milow een Nederlandstalige cover van het nummer uit onder de naam Same Love (Jij blijft).

## Hitnoteringen
| Hitlijst               | Datum van binnenkomst | Hoogste positie | Aantal weken | Laatste notering |
| ---------------------- | --------------------- | --------------- | ------------ | ---------------- |
| Single Top 100         | 13-07-2013            | 18              | 18           | 09-11-2013       |
| Nederlandse Top 40     | 20-07-2013            | 13              | 13           | 12-10-2013       |
| Vlaamse Ultratop 50    | 24-08-2013            | 11              | 14           | 23-11-2013       |
| Vlaamse Radio 2 Top 30 | 14-09-2013            | 7               | 13           | 07-12-2013       |
| Waalse Ultratop 50     | 31-08-2013            | 13              | 14           | 30-11-2013       |
| Australische Top 50    | 23-12-2012            | 1               | 20           | 12-05-2013       |
| Deense Top 40          | 13-09-2013            | 38              | 2            | 18-10-2013       |
| Duitse Top 100         | 14-09-2013            | 25              | 8            | 02-11-2013       |
| Franse Top 200         | 06-04-2013            | 19              | 27           | 11-01-2014       |
| Nieuw-Zeelandse Top 40 | 14-01-2013            | 1               | 16           | 29-04-2013       |
| Oostenrijkse Top 75    | 06-09-2013            | 19              | 16           | 20-12-2013       |
| UK Singles Chart       | 07-09-2013            | 6               | 16           | 15-02-2014       |
| Billboard Hot 100      | 16-02-2013            | 11              | 30           | 19-10-2013       |
| Zweedse Top 60         | 06-09-2013            | 53              | 9            | 15-11-2013       |
| Zwitserse Top 75       | 08-09-2013            | 33              | 9            | 10-11-2013       |

### Nederlandse Top 40
| Hitnotering: 20-07-2013 t/m 12-10-2013 | Hitnotering: 20-07-2013 t/m 12-10-2013 | Hitnotering: 20-07-2013 t/m 12-10-2013 | Hitnotering: 20-07-2013 t/m 12-10-2013 | Hitnotering: 20-07-2013 t/m 12-10-2013 | Hitnotering: 20-07-2013 t/m 12-10-2013 | Hitnotering: 20-07-2013 t/m 12-10-2013 | Hitnotering: 20-07-2013 t/m 12-10-2013 | Hitnotering: 20-07-2013 t/m 12-10-2013 | Hitnotering: 20-07-2013 t/m 12-10-2013 | Hitnotering: 20-07-2013 t/m 12-10-2013 | Hitnotering: 20-07-2013 t/m 12-10-2013 | Hitnotering: 20-07-2013 t/m 12-10-2013 | Hitnotering: 20-07-2013 t/m 12-10-2013 | Hitnotering: 20-07-2013 t/m 12-10-2013 |
| Week:                                  | 1                                      | 2                                      | 3                                      | 4                                      | 5                                      | 6                                      | 7                                      | 8                                      | 9                                      | 10                                     | 11                                     | 12                                     | 13                                     |                                        |
| -------------------------------------- | -------------------------------------- | -------------------------------------- | -------------------------------------- | -------------------------------------- | -------------------------------------- | -------------------------------------- | -------------------------------------- | -------------------------------------- | -------------------------------------- | -------------------------------------- | -------------------------------------- | -------------------------------------- | -------------------------------------- | -------------------------------------- |
| Positie:                               | 29                                     | 24                                     | 21                                     | 18                                     | 13                                     | 17                                     | 18                                     | 17                                     | 17                                     | 22                                     | 25                                     | 25                                     | 30                                     | uit                                    |

### NederlandseSingle Top 100
| Hitnotering: 13-07-2013 t/m 09-11-2013 | Hitnotering: 13-07-2013 t/m 09-11-2013 | Hitnotering: 13-07-2013 t/m 09-11-2013 | Hitnotering: 13-07-2013 t/m 09-11-2013 | Hitnotering: 13-07-2013 t/m 09-11-2013 | Hitnotering: 13-07-2013 t/m 09-11-2013 | Hitnotering: 13-07-2013 t/m 09-11-2013 | Hitnotering: 13-07-2013 t/m 09-11-2013 | Hitnotering: 13-07-2013 t/m 09-11-2013 | Hitnotering: 13-07-2013 t/m 09-11-2013 | Hitnotering: 13-07-2013 t/m 09-11-2013 | Hitnotering: 13-07-2013 t/m 09-11-2013 | Hitnotering: 13-07-2013 t/m 09-11-2013 | Hitnotering: 13-07-2013 t/m 09-11-2013 | Hitnotering: 13-07-2013 t/m 09-11-2013 | Hitnotering: 13-07-2013 t/m 09-11-2013 | Hitnotering: 13-07-2013 t/m 09-11-2013 | Hitnotering: 13-07-2013 t/m 09-11-2013 | Hitnotering: 13-07-2013 t/m 09-11-2013 | Hitnotering: 13-07-2013 t/m 09-11-2013 |
| Week:                                  | 1                                      | 2                                      | 3                                      | 4                                      | 5                                      | 6                                      | 7                                      | 8                                      | 9                                      | 10                                     | 11                                     | 12                                     | 13                                     | 14                                     | 15                                     | 16                                     | 17                                     | 18                                     |                                        |
| -------------------------------------- | -------------------------------------- | -------------------------------------- | -------------------------------------- | -------------------------------------- | -------------------------------------- | -------------------------------------- | -------------------------------------- | -------------------------------------- | -------------------------------------- | -------------------------------------- | -------------------------------------- | -------------------------------------- | -------------------------------------- | -------------------------------------- | -------------------------------------- | -------------------------------------- | -------------------------------------- | -------------------------------------- | -------------------------------------- |
| Positie:                               | 47                                     | 34                                     | 29                                     | 23                                     | 23                                     | 19                                     | 27                                     | 18                                     | 22                                     | 29                                     | 35                                     | 36                                     | 39                                     | 59                                     | 49                                     | 66                                     | 88                                     | 89                                     | uit                                    |

### NPO Radio 2 Top 2000
| Nummer met noteringen in de NPO Radio 2 Top 2000 | '14  | '15 | '16  | '17  | '18  |
| ------------------------------------------------ | ---- | --- | ---- | ---- | ---- |
| Same Love                                        | 1335 | 926 | 1340 | 1372 | 1683 |

1. ↑  Een vetgedrukt getal geeft de hoogste notering aan.
2. ↑  2014 was het eerste jaar met een notering voor dit nummer.
3. ↑  Deze tabel is bijgewerkt tot en met de laatste editie (2024).